# Led Zeppelin North American Tour 1975
Led Zeppelin North American Tour 1975 foi a décima turnê na América do Norte da banda britânica de rock Led Zeppelin. A turnê foi dividida em duas pernas, com performances que começaram em 18 de janeiro e terminaram em 27 de março de 1975. Foi precedida com dois shows de aquecimento europeus, realizados em Roterdã e Bruxelas, respectivamente.

## História

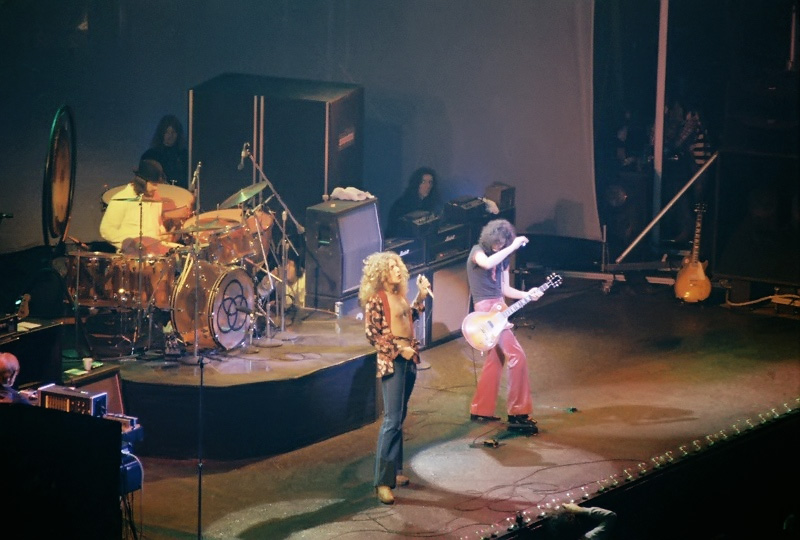
Led Zeppelin ao vivo no Chicago Stadium,em janeiro de 1975.

Esta turnê aconteceu cerca de 18 meses após a conclusão dos concertos da digressão anterior, que foi a mais longa pausa entre os shows ainda tomadas pela banda. Como resultado, alguns críticos têm sugerido que a banda parecia lenta e enferrujada em seu retorno ao palco, com o grupo sem dinâmica e dando vez a performances "pesadas".
Para piorar a situação, o guitarrista Jimmy Page teve o dedo anular quebrado após bater sua ponta em uma porta de trem antes de deixar a Inglaterra para essa turnê. Isso o obrigou a tomar analgésicos e desenvolver uma técnica de execução de três dedos durante a primeira parte da turnê. Além disso, Robert Plant contraiu um caso grave de gripe no início da turnê, causando o cancelamento de um show e afetando negativamente sua habilidade de cantar durante grande parte do resto da turnê, levando a alguns comentários desfavoráveis. No entanto, até o final da turnê, observou-se que o grupo parecia estar se recuperando, levando a algumas performances memoráveis. De fato, até o final desta série de datas, o próprio Plant afirmou que:
Esta tem sido a nossa turnê mais bem sucedida em todos os níveis e eu tive um grande momento durante todo o tempo.
Para esta temporada de concertos, o Led Zeppelin empregou um show de luz muito maior do que tinha sido usado em turnês anteriores, com um grande pano de fundo e efeitos de laser krypton iluminados por néon 'Led Zeppelin' para o arco de violino interlúdio de Jimmy Page.
Um concerto marcado nesta turnê, em 4 de fevereiro no Boston Garden, foi cancelado pelo prefeito de Boston, Kevin White, quando os fãs, que esperavam no frio para os bilhetes, foram retirados por pena pelos proprietários do estádio e foram dispensados no interior, mas se revoltaram e destruíram o estádio. Um concerto em 8 de março, no Autódromo de West Palm Beach, na Flórida, também foi cancelado após o fracasso dos promotores em fazer benfeitorias no local.
A turnê foi promovida pela empresa Concerts West e marcou uma das primeiras turnês em que uma empresa de promoção de concertos individuais promoveu toda a turnê de um artista ou grupo nos Estados Unidos. A empresa estabeleceu ainda mais a sua marca através da promoção subsequente da turnê da banda na América do Norte, em 1977.

## Repertório da turnê
O novo repertório incluiu material do álbum recém-lançado da banda, Physical Graffiti. Canções desse álbum que foram tocadas pela primeira vez nesta turnê incluem "Sick Again", "In My Time of Dying", "Kashmir", "The Wanton Song" e "Trampled Under Foot". Isto apesar do fato de que o álbum em si não foi lançado até a segunda metade da turnê. Atrasos imprevistos na produção da capa elaborada do álbum impediram seu lançamento antes do início da turnê.
Inicialmente, tanto "When the Levee Breaks" e "The Wanton Song" foram incluídas no conjunto; o único período em que essas músicas foram tocadas ao vivo pelo Led Zeppelin. Ambas foram retiradas depois de algumas semanas. Foi também a última vez que "How Many More Times" foi tocada, sendo temporariamente trazida de volta para substituir "Dazed and Confused", que Page foi incapaz de tocar até que seu dedo ferido se curasse. "Since I've Been Loving You", a outra música que Page foi incapaz de tocado devido a sua lesão no dedo, foi tocada apenas três vezes na turnê: 14 de fevereiro no Nassau Coliseum, 21 de março no Seattle Center Coliseum e 27 de março em Los Angeles Forum.
O repertório bastante típico para a turnê foi:
1. "Rock and Roll" (Page, Plant, Jones, Bonham)
2. "Sick Again" (Page, Plant)
3. "Over the Hills and Far Away" (Page, Plant)
4. "In My Time of Dying" (Page, Plant, Jones, Bonham)
5. "The Song Remains the Same" (Page, Plant)
6. "The Rain Song" (Page, Plant)
7. "Kashmir" (Bonham, Page, Plant)
8. "No Quarter" (Page, Plant, Jones)
9. "Trampled Under Foot" (Page, Plant, Jones)
10. "Moby Dick" (Bonham)
11. "How Many More Times" (Page, Jones, Bonham) / "Dazed and Confused" (Page)*
12. "Stairway to Heaven" (Page, Plant)

Bis (variações da seguinte lista):
- "Whole Lotta Love" (Bonham, Dixon, Jones, Page, Plant)
- "The Crunge (Bonham, Jones, Page, Plant)
- "Black Dog" (Page, Plant, Jones)
- "Heartbreaker" (Bonham, Page, Plant)
- "Communication Breakdown" (Bonham, Jones, Page)

* Performances desta canção durante a primeira parte da turnê incluiu "San Francisco", enquanto a banda mudou para "Woodstock", durante a segunda etapa. Além disso, quando realizada "Mars, Bringer of War", foi incluída.

## Datas dos concertos
| Data                            | Cidade                          | País                            | Local |
| Mostra de aquecimentos européia | Mostra de aquecimentos européia | Mostra de aquecimentos européia | Mostra de aquecimentos européia                                                                                       |
| ------------------------------- | ------------------------------- | ------------------------------- | --- |
| 11 de janeiro de 1975           | Roterdão                        | Países Baixos                   | Ahoy Hallen |
| 12 de janeiro de 1975           | Bruxelas                        | Bélgica                         | Forest National |
| América do Norte                |                                 |                                 | |
| 18 de janeiro de 1975           | Bloomington, Minnesota          | Estados Unidos                  | Metropolitan Sports Center                                                                                            |
| 20 de janeiro de 1975           | Chicago, Illinois               | Estados Unidos                  | Chicago Stadium |
| 21 de janeiro de 1975           | Chicago, Illinois               | Estados Unidos                  | Chicago Stadium |
| 22 de janeiro de 1975           | Chicago, Illinois               | Estados Unidos                  | Chicago Stadium |
| 24 de janeiro de 1975           | Richfield, Ohio                 | Estados Unidos                  | Richfield Coliseum |
| 25 de janeiro de 1975           | Indianápolis, Indiana           | Estados Unidos                  | Market Square Arena                                                                                                   |
| 29 de janeiro de 1975           | Greensboro, Carolina do Norte   | Estados Unidos                  | Greensboro Coliseum                                                                                                   |
| 31 de janeiro de 1975           | Detroit, Michigan               | Estados Unidos                  | Olympia Stadium |
| 1º de fevereiro de 1975         | Pittsburgh, Pensilvânia         | Estados Unidos                  | Civic Arena |
| 2 de fevereiro de 1975          | Pittsburgh, Pensilvânia         | Estados Unidos                  | Civic Arena |
| 3 de fevereiro de 1975          | Nova Iorque, NI                 | Estados Unidos                  | Madison Square Garden                                                                                                 |
| 4 de fevereiro de 1975          | Uniondale, Nova Iorque          | Estados Unidos                  | Nassau Coliseum Substituindo o concerto cancelado no Boston Garden que estava originalmente programado para esta data |
| 6 de fevereiro de 1975          | Montreal, Quebec                | Canadá                          | The Forum |
| 7 de fevereiro de 1975          | Nova Iorque, NI                 | Estados Unidos                  | Madison Square Garden                                                                                                 |
| 8 de fevereiro de 1975          | Filadélfia, Pensilvânia         | Estados Unidos                  | The Spectrum |
| 10 de fevereiro de 1975         | Landover                        | Estados Unidos                  | Capital Centre |
| 12 de fevereiro de 1975         | Nova Iorque, NI                 | Estados Unidos                  | Madison Square Garden                                                                                                 |
| 13 de fevereiro de 1975         | Uniondale, Nova Iorque          | Estados Unidos                  | Nassau Coliseum Ronnie Wood junta-se à banda durante o bis de "Communication Breakdown"                               |
| 14 de fevereiro de 1975         | Uniondale, Nova Iorque          | Estados Unidos                  | Nassau Coliseum |
| 16 de fevereiro de 1975         | St. Louis, Missouri             | Estados Unidos                  | St. Louis Arena |
| 27 de fevereiro de 1975         | Houston, Texas                  | Estados Unidos                  | Sam Houston Coliseum                                                                                                  |
| 28 de fevereiro de 1975         | Baton Rouge, Louisiana          | Estados Unidos                  | LSU Assembly Center                                                                                                   |
| 1° de março de 1975             | Nova Orleães, Louisiana         | Estados Unidos                  | Municipal Auditorium                                                                                                  |
| 2 de março de 1975              | Knoxville, Tennessee            | Estados Unidos                  | Stokely Athletic Center                                                                                               |
| 3 de março de 1975              | Fort Worth, Texas               | Estados Unidos                  | Tarrant County Convention Center                                                                                      |
| 4 de março de 1975              | Dallas, Texas                   | Estados Unidos                  | Dallas Memorial Auditorium                                                                                            |
| 5 de março de 1975              | Dallas, Texas                   | Estados Unidos                  | Dallas Memorial Auditorium                                                                                            |
| 10 de março de 1975             | San Diego, Califórnia           | Estados Unidos                  | San Diego Sports Arena                                                                                                |
| 11 de março de 1975             | Long Beach, Califórnia          | Estados Unidos                  | Civic Arena |
| 12 de março de 1975             | Long Beach, Califórnia          | Estados Unidos                  | Civic Arena |
| 14 de março de 1975             | San Diego, Califórnia           | Estados Unidos                  | San Diego Sports Arena                                                                                                |
| 17 de março de 1975             | Seattle, Washington             | Estados Unidos                  | Seattle Center Coliseum                                                                                               |
| 19 de março de 1975             | Vancouver, Colúmbia Britânica   | Canadá                          | Pacific Coliseum |
| 20 de março de 1975             | Vancouver, Colúmbia Britânica   | Canadá                          | Pacific Coliseum |
| 21 de março de 1975             | Seattle, Washington             | Estados Unidos                  | Seattle Center Coliseum                                                                                               |
| 24 de março de 1975             | Inglewood, Califórnia           | Estados Unidos                  | The Forum |
| 25 de março de 1975             | Inglewood, Califórnia           | Estados Unidos                  | The Forum |
| 27 de março de 1975             | Inglewood, Califórnia           | Estados Unidos                  | The Forum |